# 琵琶湖グランドホテル
琵琶湖グランドホテル（びわこグランドホテル）は、滋賀県大津市の雄琴温泉にあるホテル。

## 概要
1958年に芭蕉園の名称で開業したのが始まりである。なお、開業当初の芭蕉園は部屋数7部屋の小規模な旅館であったが、日本万国博覧会のあった1970年頃には収容人数280人の規模に拡大した。
1993年には「琵琶湖グランドホテル」の別館として「京近江」（全客室に露天風呂を完備。これは史上初の試みとなった）が開館し、本館と合わせた収容人員は1,200人となり、滋賀県内で最大規模となった。

## 沿革
- 1958年（昭和33年）11月 - 「芭蕉園」として開業[4]。後に現在地（雄琴港付近）へ移転する。
- 1970年頃（詳細不明） - 「芭蕉園別館雄琴グランドホテル」という別館が開業する[5]。
- 1976年（昭和51年）4月 - 別館の名称を「雄琴グランドホテル」に改称し、現在の会社を設立する[5]。
- 1982年（昭和57年） - 「雄琴グランドホテル」を「琵琶湖グランドホテル」に再改称する[5]。
- 1993年（平成5年） - 「琵琶湖グランドホテル」の別館として「京近江」が開館する。
- 1998年（平成10年） - 大宴会場を新設し、高稼働率を記録した[6]。
- 2014年（平成26年） - 小中学生の百人一首競技かるた大会の会場となり、翌年7月には映画版『ちはやふる』のロケ地として当ホテルが使われた[7][注 1]。
- 2015年（平成27年）
  - 4月 - 金子博美が代表取締役社長に就任する[6][8]。
  - 7月 - 当ホテル内にローソンが開店する[9]。ホテル内に大手コンビニチェーンが出店するのは、初めての事例である[10]。なお、同店の雰囲気は和風旅館に似合うものとしたため、ローソンカラーの青色はほぼ使われていない[10]。

## 客室
琵琶湖グランドホテル
- 5階建ての本館。西館と東館に分かれている[11]。

京近江
- 12階建ての別館。全客室に露天風呂を完備しているが、うち2室にはカラオケ設備もある[11]。

備考
- 「琵琶湖グランドホテル」・「京近江」とも、特別室やツインルームなどの設定はない。
- 「琵琶湖グランドホテル」の東館と「京近江」の1階と2階は互いにつながり合っている。なお、3階から5階は連絡通路を介して行き来することができる。
- 「琵琶湖グランドホテル」の西館は1階で「琵琶湖グランドホテル」の東館および「京近江」とつながっている。

## 館内施設
※「施設のご案内」の客室平面図(PDF)を基にした。

### 温泉
- 露天風呂付き大浴場
  - 男性：伊吹の湯（別館1階）、しゃくなげの湯（東館1階）
  - 女性：比叡の湯（西館1階）、三上の湯（東館2階）
- 貸切風呂（西館1階）

### レストラン
- 夜食処近江路

### ラウンジ
- 湯上りラウンジ
- 喫茶ラウンジ
- 浜千鳥

### カラオケボックス
- スイートフィッシュ

### 美容サロン
- サンパティーク[12]

### 広間
※舞台を設けている部屋もある。
- 宴会場
- コンペンションホール

### 売店（コンビニ）
- ローソン琵琶湖グランドホテル店

### その他
- アミューズメントコーナー
- ロビー
- 喫煙所

## アクセス

### 公共交通機関

#### 電車
- JR湖西線 おごと温泉駅よりタクシーで約5分。

※連絡がある場合は送迎バスを運行する。

#### バス
- JR琵琶湖線（東海道本線） 大津駅、京阪石山坂本線・京阪京津線 びわ湖浜大津駅、JR堅田駅より江若交通でおごと温泉停留所下車、徒歩6分。

### 自動車
- 湖西道路 仰木雄琴ICから約6分。